# Alexander Soros
Alexander Soros (Nueva York, 27 de octubre de 1985) es un filántropo estadounidense. Es uno de los hijos del multimillonario George Soros, actualmente es el presidente de la fundación familiar Open Society Foundations y uno de los Jóvenes Líderes Globales del Foro Económico Mundial de 2018.

## Biografía
Alexander Soros es hijo del multimillonario George Soros y Susan Weber Soros. Se crio en Katonah, Nueva York y tiene un hermano menor, Gregory. Alex asistió a King Low Heywood Thomas en Stamford, Connecticut. Se graduó de la Universidad de Nueva York en 2009 y en 2018 se graduó con un doctorado en historia de la Universidad de California en Berkeley.
El 11 de junio de 2023, el Wall Street Journal informó que sería el heredero de la fortuna de George Soros y que inmediatamente se haría cargo de la fundación Open Society Foundation.

## Filantropía
Alexander administra la fundación familiar Open Society Foundation, que distribuye alrededor de $1.5 mil millones al año para promover los derechos humanos y los gobiernos democráticos, así como algunas organizaciones benéficas consideradas causas alineadas con la política estadounidense más liberal. Soros se estableció como filántropo con su primera contribución importante a los Fondos Judíos para la Justicia.
Según un perfil de 2011 en The Wall Street Journal, el enfoque de Soros está en "causas progresistas que podrían no tener un apoyo generalizado". Desde entonces, se ha unido a la junta directiva de organizaciones que incluyen a Global Witness (como junta miembro), que hace campaña contra los abusos ambientales y de derechos humanos asociados con la explotación de los recursos naturales; Open Society, que trabaja para establecer la rendición de cuentas de los gobiernos y los procesos democráticos a nivel internacional; y Bend the Arc (que fue formado por la fusión de la Alianza Judía Progresista y los Fondos Judíos para la Justicia en 2012).
Soros también continúa donando a causas políticas. En marzo de 2012, donó 200 000 dólares al Consejo Judío para la Educación y la Investigación, la organización detrás de "Great Schlep" de 2008 en apoyo del entonces candidato Barack Obama.

### Fundación Alexander Soros
En 2012, Soros estableció la Fundación Alexander Soros, que se dedica a promover la justicia social y los derechos humanos. Entre los beneficiarios iniciales de la fundación se encuentran Bend the Arc, la Alianza Nacional de Trabajadoras del Hogar, que representa los derechos de 2,5 millones de trabajadoras del hogar en los Estados Unidos, y Make the Road New York, que construye el poder de las comunidades latinas y de clase trabajadora para lograr la dignidad y la justicia.
Junto con la Fundación Ford y Open Society Foundation y la Fundación Alexander Soros financiaron el primer estudio estadístico nacional sobre los trabajadores domésticos ("Economía doméstica: el mundo invisible y no regulado del trabajo doméstico", publicado el 26 de noviembre de 2012).